# Отвращение к работе

Отвраще́ние к рабо́те (эргофо́бия) — это состояние сильной неприязни к любой работе или явного предпочтения любых других видов деятельности работе. Это явление характерно для людей, имеющих проблемы с учёбой или работой.

## Причины
Отвращение к работе обычно характерно для людей, уже имевших работу ранее, и может иметь множество причин, таких, как:
- Депрессия: Индивид, страдающий от клинической депрессии, дистимии, траура или других подобных расстройств, может потерять стимулы к работе.
- Невроз навязчивых состояний: Из-за неврологической дисфункции индивид поглощён навязчивыми тревожными мыслями и совершает навязчивые действия, чтобы справиться со своей тревогой. Поэтому он не может переключить своё внимание на работу или её поиск.
- Панические расстройства: У некоторых людей даже само нахождение в рабочем окружении может вызвать приступы паники. После таких случаев многие неохотно ищут работу.
- Посттравматическое стрессовое расстройство: Индивид страдает от воспоминаний о неприятном опыте, полученном на предыдущей работе. Это может быть травма на рабочем месте или неприятное событие (например, ограбление рабочего места), настойчивые домогательства, травля со стороны бывших коллег или начальника.
- Увольнение: Бывший работник может испытывать трудности в поиске новой работы из боязни быть снова уволенным.
- Фобия: Некоторые люди просто боятся своих рабочих мест.

## Осложнения
Так как термин отвращение к работе относится только к экономически активному населению, сложности будут нарастать по мере недополучения дохода. Это может привести к:
- Потере имущества и сбережений, включая потерю жилища, в связи с долговыми обязательствами
- Потере денег в схемах быстрого обогащения
- Игровой зависимости
- Влезанию в долги
- Пренебрежению собой. Это может быть недоедание, пренебрежение к внешнему виду и гигиене из-за нехватки денег. Произвести впечатление на потенциального работодателя становится труднее.
- Потере личного имущества (машина, недвижимость) или услуг, требующих помесячной оплаты (страховка, услуги ЖКХ).
- Ухудшению отношений с семьёй и друзьями, особенно с теми, кто вынужден поддерживать безработного.
- Отмене свадьбы из-за финансовых проблем.
- Ограничению сферы общения, особенно в случаях, когда для этого нужны деньги.
- Отказу в гражданстве, если иммигрант не работает и не платит налоги.
- Потере жилища, в самых тяжёлых случаях. В 1978 году опрос в городе Нашвилле показал, что, по мнению 45 % опрошенных, бездомные становятся таковыми из-за нежелания работать[1].

## Лечение
Медицинское сообщество не признаёт патологической природы отвращения к работе, поэтому никакого официально признанного метода лечения не существует.
Возможно, для лечения могут использоваться психотерапия, консультирование, медикаментозное лечение или методы нетрадиционной медицины. В зависимости от случая, длительность лечения может изменяться.
Если работа не может выполняться из-за производственной травмы, имеет смысл постепенное повышение нагрузки до необходимого уровня.

## Ещё можно прочитать
- Отвращение к работе и Другие мифы, Neala Schleuning, (лето, 1995), что, возможно, было ответом на эссе Боба Блэка Отвращение к работе (англ. The Abolition of Work).